# Vadodara
Vadodara, tidligere Baroda, er en by i delstaten Gujarat i Indien med 2.065.771(2011) indbyggere.
Den var tidligere hovedstad for en vigtig indisk fyrstestat.